# Nicotiana suaveolens
Nicotiana suaveolens, hay còn gọi là thuốc lá Úc, là loài thực vật  thuộc họ Solanaceae

## Mô tả
Thực vật thân thảo có thể cao tới 1,5 mét. Thân và lá nhẵn nhụi hoặc có lông tơ với các lông không tuyến, đôi khi xoăn màu trắng.
Lá mọc sát gốc và trên thân, hình trứng hay elip, dài đến 16 cm và rộng đến 7 cm, nhưng thường nhỏ hơn; cuống lá dài đến 7 cm, thường có cánh hẹp, với phần sát đáy thường hơi ôm thân; phần trên hình từ mũi mác tới thẳng và gần như không cuống.
Cụm hoa giống như chùy hoa, thường phân vài nhánh, có lông tơ-tuyến. Đài hoa thường dài 6–15 mm. Ống tràng màu trắng, dài 17–55 mm, rộng 2–6 mm ở đỉnh đài, hẹp rõ nét tại phần đáy; phiến cánh hoa đường kính 14–35 mm, các thùy tù hay khía chữ V. 4 bao phấn trên nằm gần như đồng mức, chỉ nhị dài tới 3 mm. Quả nang hình trứng, dài 7–12 mm.

## Phân bố
Thường mọc ở New South Wales và Victoria.